# Enydra
Enydra é um género botânico pertencente à família Asteraceae.